# Heavenhotel
Heavenhotel is een multidisciplinair collectief, gecentraliseerd rond muzikant/schilder Rudy Trouvé.
Heavenhotel ontstond in 1991 te Antwerpen, wanneer Rudy Trouvé, Dirk Belmans en Jacki Billet samen een voormalig bordeel in de Rotterdamstraat betrokken. De drie namen onophoudelijk muziek op, schilderen, regisseerden videofilms, ... Bevriende muzikanten en andere kunstenaars namen regelmatig (tijdelijk) hun intrek in het pand, waardoor menige kruisbestuivingen -voornamelijk muzikaal- op poten werden gezet. Hierdoor ontstonden begin jaren 90 bands als Kiss My Jazz, Gore Slut, Lionell Horrowitz and his Combo. Inspiratie voor het Heavenhotel-idee vond men bij Andy Warhols 'The Factory'.
In '93 verlaten de drie oorspronkelijke bewoners het pand, en gaat ieder zijn eigen weg. Heavenhotel bleef echter bestaan als verzamelnaam voor alle activiteiten van -voornamelijk- Rudy Trouvé. Zo fungeert het sinds 1995 voornamelijk als platenlabel voor zowat alle releases waarop Trouvé meespeelt. Daarnaast werd in '96 ook een experimentele videofilm opgenomen (Dave's Great Idea), en stellen Trouvé en Belmans meermaals hun beeldend werk tentoon onder de Heavenhotel-vlag.

## Discografie
1. Kiss My Jazz : In Doc's Place, Friday Evening (1995)
2. Kiss My Jazz : In Coffee We Trust (1996)
3. Gore Slut : These days are the quiet kind (1997)
4. Dead Man Ray : Berchem (1998)
5. Kiss My Jazz : In The Lost Souls Convention (1998)
6. Lionell Horrowitz and his Combo : Au Bain Marie (1998)
7. Gore Slut : Above the Lisa Drugstore (1998)
8. Daan : Profools (1999)
9. Mitsoobishy Jacson : Boys Together Outrageously (1999)
10. Dead Man Ray : Trap (2000)
11. Dead Man Ray : Marginal (2001)
12. Gore Slut : Girl + Turtles (2001)
13. Rudy Trouvé : 1999-2001 (2001)
14. Sue Daniels : Paris (2001)
15. Rudy Trouvé Sextet : 2002-2003 (2003)
16. The Love Substitutes : Meet the Love Substitutes while the House is on Fire (2004)
17. Franco Saint De Bakker : Live at the Ancienne Belgique (2005)
18. The Love Substitutes : More songs about hangovers and sailors (2006)